# Der Riesentöter
Der Riesentöter (Originaltitel: The Giant-Slayer) ist ein Kinderbuch des kanadischen Schriftstellers Iain Lawrence. Erzählt wird die Geschichte des jungen fantasievollen Mädchens Laurie, die ihren an Polio erkrankten Freund Dickie im Krankenhaus besucht. Dort erzählt sie ihm und den anderen Patienten eine lebhafte Geschichte über fantastische Wesen. Dabei werden Themen wie Freundschaft und Imagination aufgegriffen.
The Giant-Slayer erschien 2009 beim Verlag Random House in englischer Sprache und 2017 beim Verlag Freies Geistesleben in deutscher Übersetzung. Das Buch wurde von Alexandra Ernst ins Deutsche übersetzt und wird vom Verlag für Kinder ab 10 Jahren empfohlen.
Das Buch war unter anderem für den Deutschen Jugendliteraturpreis 2018 nominiert.

## Inhalt
Laurie Valentine lebt mit ihrem Vater in den 1950er Jahren in Nordamerika. Da dieser als Spendensammler für eine gegen Kinderlähmung kämpfende Organisation namens March of Dimes arbeitet und seine Frau Mrs. Valentine im Kinderbett verstorben ist, verbringt das Mädchen viel Zeit mit ihrer Nanny Mrs. Strawberry. 
Durch die weit verbreitete und sehr ansteckende Krankheit Polio ist es Laurie nicht gestattet, sich an viel besuchten Orten wie Spielplätzen oder Schwimmbädern aufzuhalten. Aus diesem Grund hat sie keinen einzigen Freund, bis im Frühjahr 1955 ein Junge namens Dickie Espinosa in den Block zieht. Die beiden sind von ihrem ersten Treffen an unzertrennlich und spielen gemeinsam im nahegelegenen Bach. Dies verärgert Lauries Vater und Nanny, die ihr weitere derartige Aktionen verbieten. Kurze Zeit später erfährt Laurie, dass Dickie in einer Eisernen Lunge im Bishop’s Memorial Krankenhaus liegt. Sie möchte ihren Freund besuchen, doch weder ihr Vater noch Mrs. Strawberry wollen ihr den Aufenthalt im Hospital erlauben. Laurie beginnt, das Krankenhaus heimlich aufzusuchen. Dort lernt sie Dickies Zimmerkameraden Carolyn und Chip sowie die fröhliche Krankenschwester Mrs. Freeman kennen, welche ihr anfangs nur ausnahmsweise den Zutritt ohne elterliche Erlaubnis gewährt. 
Laurie beginnt, den kranken und ans Bett gefesselten Kindern eine fantasievolle Geschichte über einen Riesentöter namens Jimmy zu erzählen, welcher auf seiner Reise vielen interessanten Menschen begegnet. Als sich ihre Besuche häufen, erzählt sie ihre Geschichte weiter und erfährt nebenher von den persönlichen Geschichten der Kinder, wodurch sie diese besser kennenlernt. Mit der Zeit freundet sich auch Carolyn mit der Anwesenheit Lauries an, obwohl sie zuerst skeptisch und gemein zu dem Mädchen war. Mehr Kinder erfahren von der Geschichte, die Laurie erzählt, und setzen sich während ihrer Besuche dazu, um ebenfalls zuzuhören. Im Verlauf der fiktiven Geschichte Lauries erkennen sich einige der Kinder in den Charakteren wieder, da der Werdegang der Figuren dem der kranken Kinder ähnelt.
Lauries Vater erfährt von ihren heimlichen Besuchen und holt sie am selben Tag aus dem Krankenhaus ab, an dem ein Impfstoff gegen Polio auf den Markt kommt. Nachdem die beiden sich versöhnen, bekommt Laurie als eins der ersten Kinder den Impfstoff gespritzt. Am nächsten Tag besucht sie ihre Freunde im Krankenhaus und setzt die Geschichte fort. Als sie sich auf den Weg nach Hause macht, kriegt Laurie Kopfschmerzen und bricht zusammen. Sie wird von einer Krankenschwester zurück in die Klinik gebracht und in eine Eiserne Lunge gelegt. In den nächsten Tagen stellt sich heraus, dass der Impfstoff fälschlicherweise noch lebende Erreger beinhaltete und somit viele Kinder, die ihn erhalten haben, infiziert. Lauries Vater und ihre Nanny Mrs. Strawberry sind über die Neuigkeiten erschüttert und besuchen das Mädchen im Krankenhaus. Dort lernt Mr. Valentine die neuen Freunde seiner Tochter kennen, erfährt von Lauries Geschichte und bedauert seine mangelnde Aufmerksamkeit gegenüber seiner Tochter. Die kranken Kinder versuchen, die Geschichte zu beenden und tun dies schließlich mit Lauries Hilfe, nachdem sie aus dem Koma erwacht.
Als Laurie wieder vollständig auf den Beinen ist, darf Carolyn nach Hause gehen und Dickie und Chip werden in ein größeres Krankenhaus verlegt. Mr. Valentine teilt seiner Tochter mit, dass der Kampf gegen Polio weiter andauert und verspricht, ihr in Zukunft mehr Aufmerksamkeit zu schenken.

## Literarische Kritik
Der Riesentöter erhielt ein insgesamt sehr positives Presseecho. Die Süddeutsche Zeitung lobt das Aufgreifen des weitgehend unbekannten Abschnittes der Medizingeschichte und bezeichnet Iain Lawrences Werk als einen »aufwühlende[n] Roman, der den Leser fesselt« und durch die Macht der Fantasie dazu in der Lage ist, den Zusammenhalt und die Solidarität zwischen kranken Kindern zu fördern. Kurz nach dem Erscheinen der deutschen Übersetzung listete der Deutschlandfunk den Roman als eines von den besten sieben Büchern für Kinder auf.